# Alexander Shulgin
Alexander  Theodore Shulgin, appelé aussi Sasha Shulgin, né le 17 juin 1925 à Berkeley, mort le 2 juin 2014 à Lafayette, est un pharmacologue et chimiste américain. Il est connu pour la création de nouveaux produits chimiques psychoactifs.

## Biographie
Après avoir servi dans la marine, il obtient son doctorat en biochimie à l'université de Berkeley en 1954. Vers la fin des années 1950 et le début des années 1960, il effectue en tant que post-doctoral research fellow des travaux en psychiatrie et pharmacologie à l'université de Californie à San Francisco et travaille brièvement comme directeur de recherches aux laboratoires de BioRad, avant de devenir un chimiste « senior » en matière de recherches sur les produits chimiques  chez Dow Chemical Co. Il met au point pour cette firme, en 1961, le Zectran (en), premier insecticide biodégradable de l'histoire. Pour le récompenser de ce succès commercial, Dow Chemical le laisse libre de faire ses propres recherches dans les laboratoires de l’entreprise. Initié à la mescaline en 1960, il oriente ses recherches vers les drogues psychédéliques et synthétise en 1964 le DOM, amphétamine proche de la mescaline.
En 1965, il doit démissionner de Dow Chemical Co, qui a peur de la mauvaise réputation entourant ses recherches, et devient consultant indépendant. Il enseigne la santé publique pour les hôpitaux généraux de Berkeley et de San Francisco, tout en continuant ses expériences sur des drogues psychédéliques dans un laboratoire installé au fond de son jardin.
En 1965, une de ses étudiantes en chimie, Merrie Kleinman, lui parle de la MDMA, dérivé amphétaminique utilisé depuis les années 1950 par les militaires comme sérum de vérité et pour maintenir l'éveil. Shulgin le teste deux ans plus tard en tant que médicament psychothérapeutique.
Dans les années 1970, se développe la War on Drugs par le gouvernement américain qui crée en 1973 la Drug Enforcement Administration (DEA). En 1974, Shulgin est recruté par la DEA en tant qu'expert et formateur, cette administration lui délivrant une licence l'autorisant à posséder et manipuler des drogues illégales. Bien qu'il n'ait pas inventé la MDMA, il crée un nouveau processus de synthèse en 1976 (ce qui lui vaut le surnom erroné de « père de la MDMA »), et publie en 1978 avec David Nichols les impressions issues de l'usage de la MDMA. Il présente ce produit à Lion Zeff, un psychologue d'Oakland qui travaille avec les substances psychédéliques. Zeff le diffuse à des centaines de thérapeutes et le mot MDMA sort rapidement de la communauté des thérapeutes.
Deux ans après la publication de son livre PiHKAL, qui rend publiques ses expériences sur les drogues psychédéliques au-delà du monde de la chimie, des agents de la DEA perquisitionnent son laboratoire. L'administration révoque sa licence. Shulgin poursuit ses recherches sur des produits légaux et publie en 1997 TiHKAL.
La conjointe de Sasha, Ann, a également conduit des sessions psychédéliques de thérapie avec la MDMA. Depuis cette époque, Shulgin a synthétisé des centaines de produits chimiques psychoactifs, enregistrant son travail en quatre livres et plus de deux cents journaux. Dans les années 2000, Pihkal et Tihkal sont devenus accessibles sur Internet. Proposant une illustration des effets des drogues au travers d'expériences personnelles et familiales, ainsi que les recettes de fabrication, ils sont notamment consultés par les psychonautes, leur diffusion participant au développement des nouveaux produits de synthèse. Certaines des découvertes notables de Shulgin incluent le 2C-B et le 4-HO-MET.
Il est une figure dans la communauté psychédélique, donnant des conférences, accordant des entrevues fréquentes et inculquant un sens de pensée scientifique raisonnable au monde de l'individu-expérimentation et de l'ingestion psychoactive.
Il est membre du Bohemian Club.
Selon certains auteurs, sa démarche de chimiste est à rapprocher d'une démarche artistique dans sa quête de perfection (recherche d'une substance efficace et non toxique, puissante et contrôlable).

## Note
1. ↑  (en) « Sasha Shulgin, "Godfather of Ecstasy," Dead at 88 », sur Gawker (consulté le 24 septembre 2020).
2. ↑  Arnaud Aubron, Drogues Store, Don Quichotte éditions, 2012, p. 331.
3. ↑  (en) Alexander Shulgin, Ann Shulgin, Pihkal: A Chemical Love Story, Transform Press, 1995, p. 69.
4. ↑  (en) A. T. Shulgin & D. E. MacLean, « Illicit Synthesis of Phencyclidine (PCP) and Several of Its Analogs », Clinical Toxicology, vol. 9, no 4,‎ 1976, p. 553-560 (DOI 10.3109/15563657608988157).
5. ↑  (en) James A. Inciardi, Karen McElrath, The American Drug Scene, Roxbury, 2001, p. 283.
6. ↑  (en) Alexander T Shulgin & David E Nichols, Characteristics of three new psychotomimetics. In: The psychopharmacology of hallucinogens. Willette, R.C., Stillman, R.E. (eds), 1978, pp. 74–83.
7. ↑  (en) Matthew Collin, Altered State: The Story of Ecstasy Culture and Acid House, Profile Books, 2010, p. 24.
8. ↑  (en) Nicolas David Langlitz, Neuropsychedelia: The Revival of Hallucinogen Research Since the Decade of the Brain, University of California, 2007, p. 80.
9. ↑  « Acute Pharmacological Effects of 2C-B in Humans: An Observational Study », Front Pharmacol.,‎ 2018 (lire en ligne)
10. ↑  Professor X sur Wired 10.09 de septembre 2002.
11. ↑  Michel Hautefeuille et Dan Véléa, Les drogues de synthèse, Paris, Presses Universitaires de France, coll. « Que sais-je ? », 2002 (ISBN 978-2-13-052059-7 et 2-13-052059-6).